# Zahn McClarnon
Zahn Tokiya-ku McClarnon (Denver, Colorado, 24 de octubre de 1966) es un actor estadounidense de origen pie negro. Nacido en Denver, Colorado, inició su carrera como actor en la secundaria. Profesionalmente es reconocido por interpretar al jefe de policía Mathias en Longmire, a Hanzee Dent en la segunda temporada de Fargo, a Akecheta en la segunda temporada de Westworld y a Papá Cuervo, uno de los villanos en la película de Mike Flanagan, Doctor Sueño.

## Filmografía

### Cine
- 1994: Silent Fall
- 1997: Dusting Cliff 7
- 2001: MacArthur Park
- 2002: Skins
- 2002: Spirit: Stallion of the Cimarron
- 2003: Momentum
- 2003: Blood and Roses
- 2005: The Great Lie (Short)
- 2005: Hanbleceya (Short)
- 2007: Searchers 2.0
- 2009: Not Forgotten
- 2009: Repo Chick
- 2009: Down for Life
- 2011: The Legend of Hell's Gate: An American Conspiracy
- 2011: Yellow Rock
- 2012: Resolution
- 2013: The Cherokee Word for Water
- 2013: Big Thunder
- 2013: Awful Nice
- 2013: Bloodline
- 2013: I'm in Love with a Church Girl
- 2013: Halfway to Hell
- 2014: Strike One
- 2015: Mekko
- 2015: Bone Tomahawk
- 2016: In Embryo
- 2016: Neither Wolf Nor Dog
- 2016: 1st Strike
- 2018: Braven
- 2019: Doctor Sueño
- 2019: Hell on the Border
- 2019: Togo
- 2020: Cazador de silencio
- 2023: No Hard Feelings[5]

### Televisión
- 1992: Tequila and Bonetti – 1 episodio
- 1992: Baywatch – 1 episodio
- 1992: Lakota Moon
- 1993: Cooperstown
- 1993: In Living Color – 1 episodio
- 1993: Murphy Brown – 1 episodio
- 1993–1997: Dr. Quinn, Medicine Woman – 5 episodios
- 1994: Renegade – 1 episodio
- 1994: Thunder in Paradise – 1 episodio
- 1995: Happily Ever After: Fairy Tales for Every Child – 1 episodio
- 1995–2000: Walker, Texas Ranger – 2 episodios
- 1996: The Lazarus Man – 1 episodio
- 1996: Grand Avenue
- 1996: Crazy Horse
- 1996–1997: Dangerous Minds – 3 episodios
- 1997: Chicago Hope – 1 episodio
- 1997: NYPD Blue – 1 episodio
- 1998: A Town Has Turned to Dust
- 2001: FreakyLinks – 1 episodio
- 2002: Strong Medicine – 1 episodio
- 2004–2007: The Shield – 2 episodios
- 2005: Into the West – 3 episodios
- 2006: The Librarian: Return to King Solomon's Mines
- 2007: Saving Grace – 1 episodio
- 2008: Comanche Moon – 1 episodio
- 2009: Life – 1 episodio
- 2009: Freedom Riders
- 2010: God in America
- 2010: Medium – 1 episodio
- 2011–2012: Ringer – 8 episodios
- 2012–2017: Longmire – 29 episodios
- 2014: The Red Road – 4 episodios
- 2015: Fargo – 9 episodios
- 2016: Frontier – 2 episodios
- 2017: Timeless – 1 episodio
- 2017: The Son – 10 episodios
- 2017: Midnight, Texas – 1 episodio
- 2018: Westworld – 6 episodios
- 2018: Queen of the South – 6 episodios
- 2019: Robot Chicken – 1 episodio
- 2020: Barkskins – 8 episodios
- 2021: Hawkeye - 1 episodio
- 2022: Ark: The Animated Series - Voz
- 2022: Dark Winds - Papel principal
- 2023: Echo